# Cavallo di Troia
(Publio Virgilio Marone, Eneide (Libro II, 49); parole di ammonimento di Laocoonte ai Troiani intenti a portare il cavallo dentro la città.)

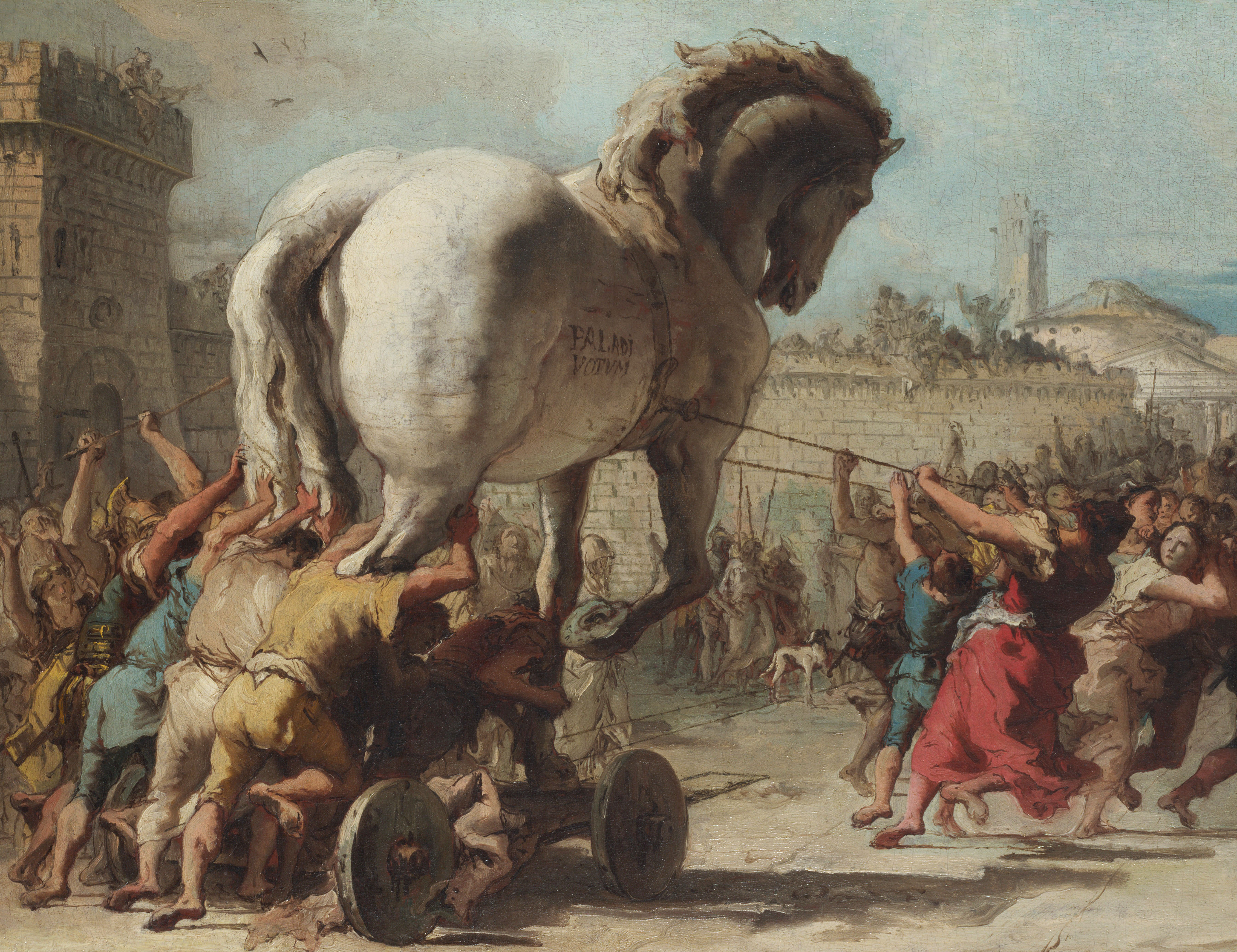
Processione del cavallo di Troia, dipinto di Giandomenico Tiepolo

Il cavallo di Troia è una macchina da guerra che, secondo la leggenda, fu usata dai greci per espugnare la città di Troia. Questo termine è entrato nell'uso letterario, ma anche nel lessico comune, per indicare uno stratagemma con cui penetrare le difese.

## Storia del cavallo di Troia

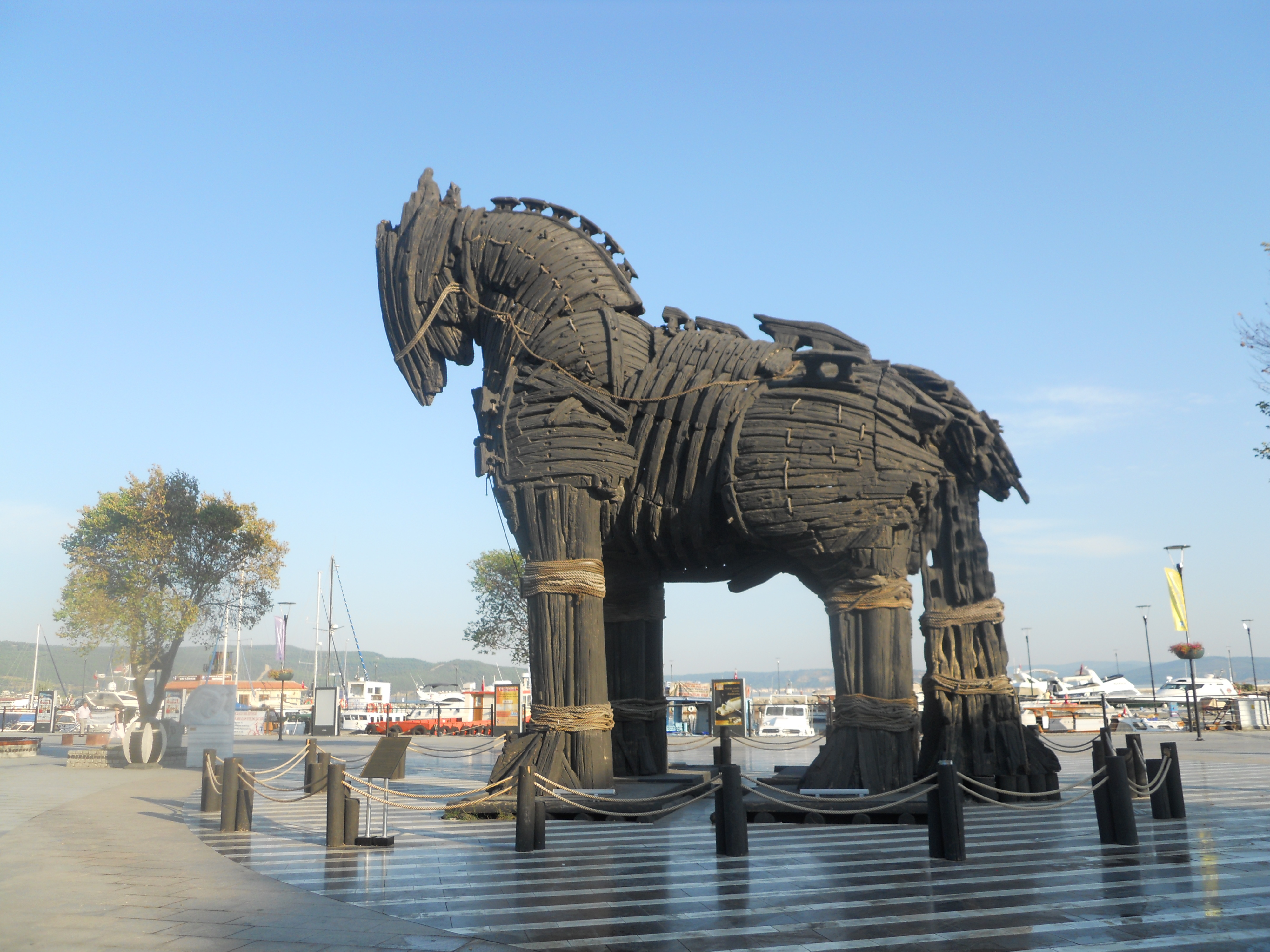
Modello del cavallo di Troia sul lungomare di Çanakkale, utilizzato sul set del film Troy

Per quanto l'episodio del cavallo costituisce a tutti gli effetti l'atto conclusivo della guerra di Troia, la narrazione del mito non appartiene all'Iliade di Omero, che si conclude mentre il conflitto è ancora in corso, con i giochi funebri in onore di Patroclo e con il funerale di Ettore, e neppure all'altro poema omerico, l'Odissea, nel quale la vicenda è solamente citata. Viene invece ampiamente sviluppato nel secondo libro dell'Eneide di Virgilio: Enea, esule troiano, durante la sua permanenza nella città di Cartagine, riferisce infatti la storia del cavallo alla regina Didone.
Dopo dieci lunghi anni di assedio inconclusivo, i Greci attuano un piano escogitato da Ulisse: abbandonano la spiaggia di fronte a Troia, lasciandovi un enorme cavallo di legno costruito da Epeo con l'aiuto di Atena, e si nascondono presso la vicina isola di Tenedo, fingendo di ritornare in patria. Dentro al cavallo si celano però alcuni tra i più valorosi guerrieri di Agamennone, guidati da Ulisse stesso.

I Troiani, avendo assistito all'apparente ritirata dei Greci, si convincono che la guerra sia realmente conclusa: si dividono soltanto sulla sorte da riservare al cavallo. In merito alla questione interviene Laocoonte, guerriero troiano divenuto sacerdote di Apollo, che consiglia ai suoi concittadini di diffidare del nemico e di distruggere il cavallo; lancia dunque verso quest'ultimo un giavellotto, spaventando gli Achei nascosti all'interno, senza riuscire però a rivelarne la presenza:
(Publio Virgilio Marone, Eneide, libro II, vv. 40-50)
Mentre i Troiani discutono a proposito del destino del cavallo, giunge sulla spiaggia Sinone, un giovane greco che si consegna spontaneamente al nemico. Egli, giurando il falso, racconta che Ulisse, al quale egli era stato apertamente ostile, aveva spinto l'indovino Calcante a sacrificarlo come augurio per un tranquillo ritorno in patria: sarebbe poi riuscito a sottrarsi alla cerimonia fuggendo tra le paludi.
Alla domanda di Priamo, che pur provando compassione per le sciagure del giovane vuole conoscere le cause della ritirata dei Greci, Sinone risponde che Atena, la divinità che prima fra tutte proteggeva l'esercito di Agamennone, aveva cessato di sostenere i Micenei da quando Ulisse aveva profanato il tempio a lei dedicato nella città di Ilio, costringendo l'intero esercito alla resa. Il cavallo sarebbe dunque un'offerta alla dea affinché espiasse il sacrilegio commesso. Sinone giustifica inoltre le dimensioni della suddetta effigie dicendo che era stata costruita in modo tale da impedire ai Troiani di trasportarla all'interno delle mura della fortezza, poiché se questo fosse avvenuto l'ira di Minerva si sarebbe riversata sui Greci. Nel caso in cui i Teucri avessero distrutto o danneggiato il cavallo, la dea avrebbe invece perseguitato quest'ultimi. Gli abitanti di Troia decidono dunque di aprire una breccia nelle loro stesse mura al fine di consentire l'accesso dell'enorme cavallo di legno, per quanto Laocoonte e la profetessa Cassandra avessero consigliato di non farlo.
Per portare a termine l'inganno di Ulisse è perciò fondamentale la presenza di Sinone, che a causa delle sue menzogne viene giudicato sleale e ingannatore da Enea, quando egli racconta alla regina di Cartagine Didone la fine di Troia: il giovane greco aveva chiamato infatti a testimonianza della validità del suo giuramento gli altari e le bende che sarebbero stati necessari per il suo sacrificio, il quale però non si sarebbe mai dovuto svolgere.
(libro II, vv. 154-157)

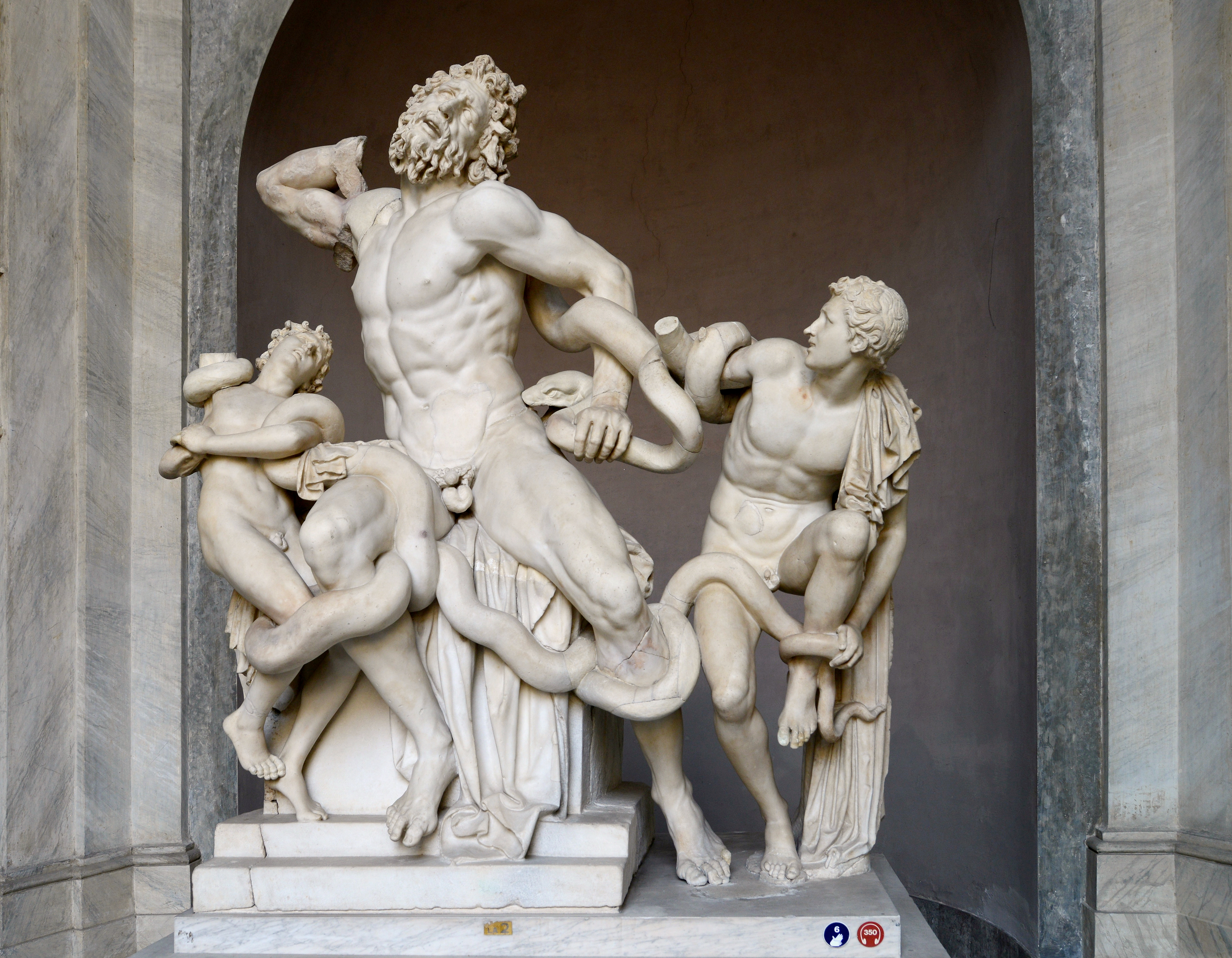
Laocoonte con i suoi figli, mentre vengono attaccati dai serpenti marini

Mentre Laocoonte è intento a compiere il rito di immolazione di un toro nel tentativo di convincere gli dei ad impedire l'imminente distruzione della città, due terrificanti serpenti, dagli occhi infuocati e dalle alte creste, emergono dalle acque spumeggianti e agguantano i suoi giovani figli; il sacerdote sopraggiunge in loro aiuto brandendo le armi, ma anch'egli viene stritolato dai mostri marini: le sue bende sacre sono così tragicamente cosparse del suo stesso sangue. Terminato il proprio compito, i due serpenti si dileguano infine tra le onde, rifugiandosi ai piedi della divinità che li aveva mandati in ausilio agli Achei, Pallade Atena, e trovando riparo sotto il cerchio del suo scudo.
Quella stessa notte, i soldati rimasti per tutto quel tempo all'interno del cavallo escono cautamente dal loro nascondiglio e, cogliendo di sorpresa i Teucri che stanno festeggiando l'improvvisa ed inaspettata vittoria, riescono ad uccidere le sentinelle e aprire le porte della rocca fortificata ai loro compagni, avvertiti nel frattempo da Sinone e sbarcati nuovamente sulla costa, agevolando così decisamente la conquista della città.
In questo modo gli Achei riuscirono finalmente ad entrare a Troia, incendiandola e sterminandone gli abitanti: il massacro continuò anche per l'intera durata della giornata seguente, poiché i Troiani, benché disperati e confusi dagli effetti dell'alcool, cercarono di difendere la propria città con tutti i mezzi che avevano a disposizione. Neottolemo, figlio di Achille e della principessa Deidamia, uccide Polite e Priamo malgrado essi fossero indifesi e sotto la protezione delle divinità, trovandosi presso l'altare di Zeus all'interno del palazzo del re stesso. Conclusa la strage, i Greci si dividono il bottino: Agamennone si aggiudica Cassandra, mentre Andromaca è data a Neottolemo ed Ecuba a Odisseo. Enea, uno dei pochi eroi rimasti in vita, prende il padre sulle spalle, il figlio per mano e fugge dalla città in fiamme.

Nelle versioni più recenti (fra cui il film Troy o i romanzi di Valerio Massimo Manfredi), si vede il cavallo di legno come ultima vittima delle fiamme che avevano bruciato la città.

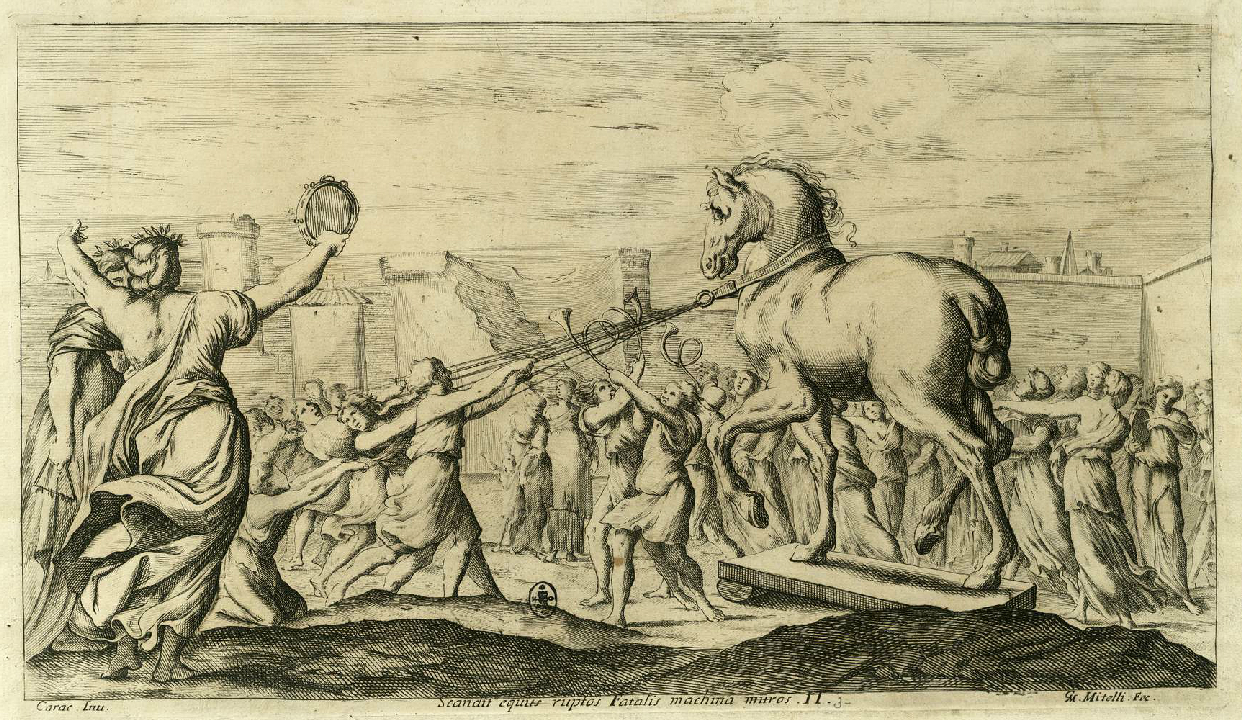
Un'incisione del 1663 di Giuseppe Maria Mitelli, tratta dal fregio delle Storie di Enea di Palazzo Fava a Bologna, affrescato dai Carracci

## Ipotesi interpretative

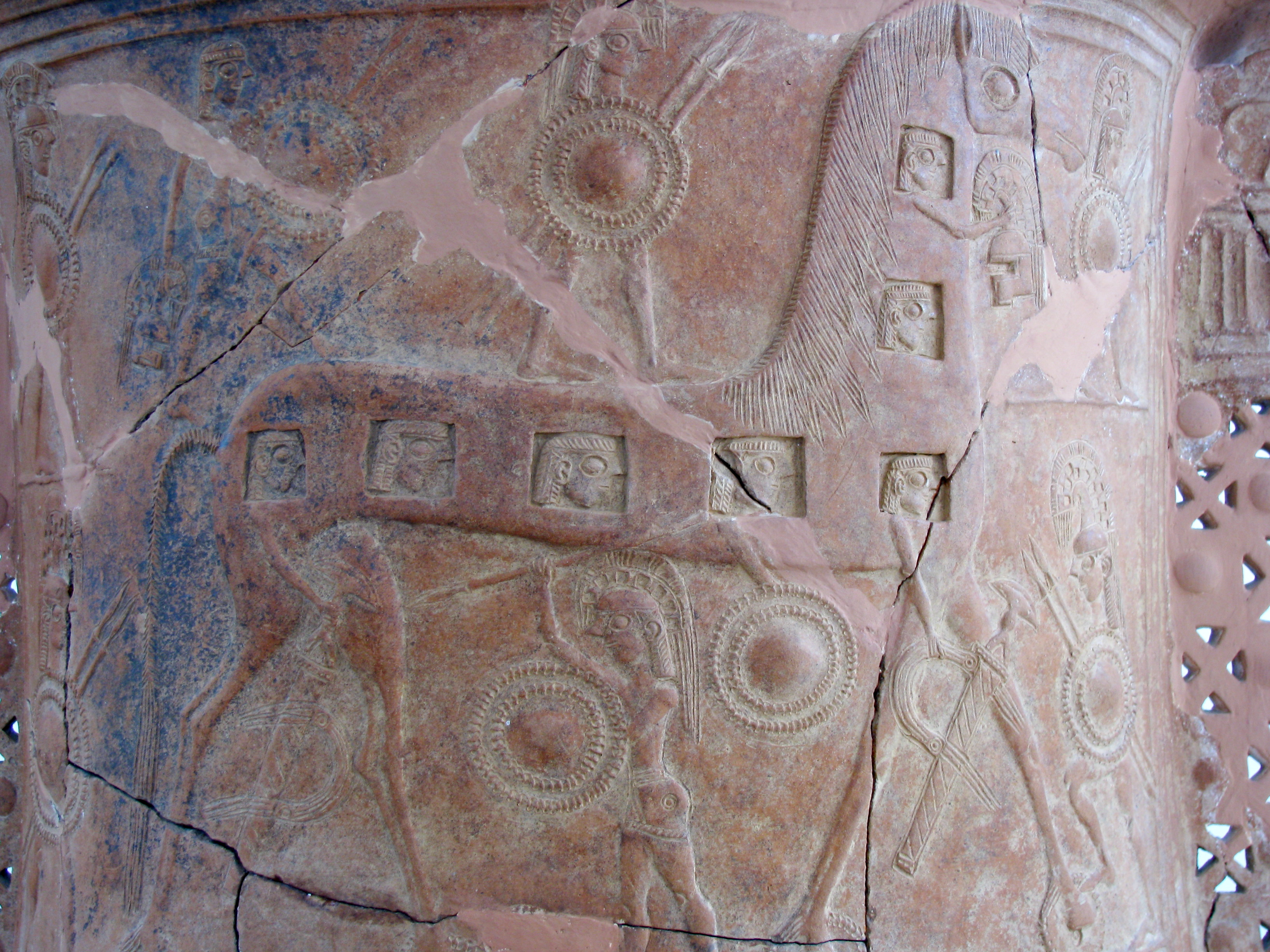
Il Vaso di Mykonos, una delle più antiche interpretazioni artistiche del mito

Nel corso del tempo sono state formulate molteplici ipotesi, che hanno messo in dubbio, di volta in volta, la sua natura di "dono", il suo aspetto esteriore, o la stessa essenza materiale (trasferendo talvolta la simbologia del cavallo su un piano metaforico).
Nel IV secolo a.C. Palefato nelle sue Storie incredibili spiega che il cavallo venne costruito appositamente troppo grande per poter passare attraverso le porte di Troia. I troiani smontarono le porte per farlo entrare, e gli argivi, nascosti poco lontano, ne approfittarono per entrare ed espugnare la città.
Già nell'antichità, Pausania, celebre storico greco vissuto nel II secolo d.C., nella sua Periegesi della Grecia metteva in dubbio la verosimiglianza dell'episodio, visto che la scelta di far entrare tra le mura un cavallo donato dai nemici, qualificherebbe come dabbenaggine il comportamento tenuto dal popolo troiano.
Il naturalista romano Plinio il Vecchio, nella Naturalis historia, ha sostenuto che il cavallo di Troia fosse in realtà un ariete da assedio. Secondo l'autore infatti equus, "cavallo", era appunto il nome di una macchina da assedio, introdotta da Epeo per assediare Troia e corrispondente all'aries ("ariete") romano. Anche alcuni storici moderni hanno ipotizzato che il cavallo di Troia fosse in realtà un ariete da assedio a forma di cavallo, la cui descrizione sarebbe poi stata trasformata nel mito attraverso i processi di tradizione orale che ne hanno tramandato la memoria.
Un'altra teoria, proposta in origine da Fritz Schachermeyr, trasferisce su un piano metaforico l'idea del cavallo di Troia, sostenendo che, in realtà, si trattasse di una metafora riferita a un devastante terremoto che avrebbe danneggiato le mura di Troia permettendo ai Greci di penetrare nella città. Secondo questa teoria, il cavallo rappresenterebbe Poseidone, dio del mare, ma anche dio dei cavalli e dei terremoti. Come sostegno a tale ipotesi vi sarebbe anche il fatto che gli scavi archeologici condotti sul sito hanno mostrato come la distruzione della cinta muraria di Troia VI mostri chiari segni degli effetti di un terremoto, ma una tale teoria è difficile da riconciliare con la pretesa mitologica secondo cui sarebbe stato Poseidone l'artefice delle mura della città.
Uno studio di un archeologo navale dell'Università di Aix-en-Provence e Marsiglia, Francesco Tiboni, sostiene un'ipotesi interpretativa secondo cui il Cavallo di Troia, in realtà, sarebbe stato una nave, per la precisione una nave oneraria fenicia molto diffusa a quei tempi, chiamata 'Hippos' (plurale Hippoi) per via della polena ornata da una testa di cavallo. Secondo Tiboni, col tempo si sarebbe perso l'accostamento al significato navale, e i diffusori e copiatori dell'opera omerica sarebbero incappati nel facile errore di interpretazione di ἵππος come "cavallo". Questo giustificherebbe le dimensioni della struttura in legno e la possibilità da parte dei soldati greci di nascondervisi comodamente, rendendo più plausibile la vicenda.

## Uomini nel cavallo
Dalle fonti classiche ci sono giunte numerose varianti circa il numero di uomini che presero parte all'inganno del cavallo di Troia nascondendovisi dentro. Secondo la Piccola Iliade, antico poema andato perduto, essi erano 13, secondo Apollodoro 50, per Tzetze 23, mentre Quinto Smirneo, nei Posthomerica (versi 641-650), dà il nome di 30 capi, affermando però che ve ne erano anche molti altri. Nella tarda tradizione si stabilì la seguente lista di 35 uomini:
- Odisseo
- Amese
- Acamante
- Agapenore
- Aiace d'Oileo
- Anfimaco
- Anticlo
- Antifate
- Cianippo
- Demofonte
- Diomede
- Echione
- Epeo
- Eumelo di Fere
- Eurialo
- Eurimaco
- Euripilo
- Filottete
- Ialmeno
- Idomeneo
- Leonteo
- Macaone
- Megete
- Menelao
- Menesteo
- Merione
- Neottolemo
- Peneleo
- Podalirio
- Polipete
- Stenelo
- Talpio
- Tessandro
- Teucro
- Toante
- Trasimede